# Rob Liefeld
Robert Liefeld (Anaheim, 3 ottobre 1967) è un fumettista e curatore editoriale statunitense, noto soprattutto per i suoi lavori per la Marvel Comics e per la Image Comics (di cui è cofondatore).

## Carriera
Dopo una prima esperienza alla fine degli anni ottanta per la DC Comics come disegnatore della serie Hawk e Dove, Liefeld passò alla Marvel Comics, dove lavorò sulla testata Nuovi Mutanti: qui creò i personaggi di Cable, Deadpool e gli Externals. Nel 1991, dopo 12 numeri, trasformò insieme a Fabian Nicieza i New Mutants in X-Force (il cui primo numero ebbe vendite record).
Nel 1992 insieme a Jim Lee, Todd McFarlane, Erik Larsen, Jim Valentino e Marc Silvestri lasciò la Marvel Comics per fondare una nuova casa editrice, la Image Comics, il cui primo albo pubblicato fu ad opera proprio di Liefeld (Youngblood n. 1). Oltre a Youngblood, Liefeld realizzò anche la miniserie Bloodwulf e Supreme, una rivisitazione distorta e violenta del personaggio di Superman.
Nel 1996 partecipò anche al progetto La rinascita degli eroi per la Marvel Comics; nel 1997 lasciò la Image per fondare una nuova casa editrice, la Awesome Comics.
Liefeld ritorna all'universo parallelo di Heroes Reborn con lo scrittore Jeph Loeb con una mini serie dal titolo "Onslaught Reborn" (pubblicata in 5 numeri).
Nel 2007 torna alla Image Comics con The new Youngblood scritta da Joe Casey e disegnata da Derec Donovan e Val Staples, con copertine dello stesso Liefeld.
Malgrado il successo commerciale, lo stile artistico di Liefeld - che nasce nel contesto autoriale tipico di altri autori di quel periodo come McFarlane, Lee e Silvestri - è stato spesso criticato per le esagerazioni nella muscolatura dei personaggi, l'eccessiva rappresentazione dei costumi e la poca coerenza interna dei disegni, tanto da diventare spesso oggetto di parodie.